# サムのこと 猿に会う
『サムのこと 猿に会う』は、2020年3月6日に文庫本が小学館から刊行された西加奈子の短編集。2020年、乃木坂46の4期生総出演により、dTVで連続ドラマ化。

## 概要
人生の踊り場のようなふとした隙間に訪れる、「何かが動く」ような瞬間を捉えた初期3作を新たに編んだ短編集。
サムのこと
午後から雨になった。東海道五十三次の絵なんかに出てきそうな、斜めに降る、細い細い雨だ――そんな書き出しから始まるそぼふる雨のなか。様々なことが定まらない、20代の男女5人が、突然の死を迎えた仲間の通夜に向かう。

猿に会う
20代半ばの、少し端っこを生きている仲良し女子3人組が温泉旅行で、「あるもの」にたどり着くまでを描く。

泣く女
小説家志望の野球部の友人と、なぜか太宰治の生家を訪ねることになった高校生男子。そのまま足を伸ばした竜飛岬で、静かに佇む女性に出会う。

## ドラマ
収録されている「サムのこと」「猿に会う」が、dTVオリジナルドラマとして、2020年3月20日から4月18日にかけて配信・公開された（1話約20分・各4話構成）。

### キャスト（「サムのこと」）
- サム - 遠藤さくら
- アリ - 早川聖来
- キム - 田村真佑
- モモ - 掛橋沙耶香
- スミ - 金川紗耶
- キララ - 筒井あやめ
- カラオケ店員 - 矢久保美緒
- 振付師 - 秋元真夏
- マネージャー - 山本剛史
- 女性占い師 - 村岡希美
- 伊藤治 - 中島歩

### スタッフ（「サムのこと」）
- 原作 - 西加奈子
- 監督 - 森淳一
- 脚本 - 三嶋龍朗
- 音楽 - BIG-8
- チーフプロデューサー - 上田徳浩
- プロデュース - 鈴木健太郎、備前島幹人
- プロデューサー - 龍貴大、西ヶ谷寿一、横山蘭平
- アシスタントプロデューサー - 佐藤修弘、橋本匠子
- ラインプロデューサー - 深津智男
- 協力 - 秋元康
- 撮影 - 高木風太
- 照明 - 藤井勇
- 美術 - 丸尾知行
- 録音 - 池田雅樹
- 編集 - 瀧田隆一
- スタイリスト - MICHIKO
- ヘア&メイク - 小野かおり
- スクリプター - 古谷まどか
- MA/選曲/音響効果 - 西川良
- 本編集 - 野間実
- カラリスト - 高田淳
- 助監督 - 蔵方政俊
- 制作担当 - 梶川信幸

### キャスト（「猿に会う」）
- 飯田まこ - 賀喜遥香
- 蒼井きよ - 清宮レイ
- 明石さつき - 柴田柚菜
- 川瀬涼子 - 北川悠理
- アキラ／夏目明子 - 堀未央奈
- のぞみ - 石川瑠華
- 神無月 - 阪本一樹
- 西山 - 三島ゆたか

### スタッフ（「猿に会う」）
- 原作 - 西加奈子
- 監督 - 高橋栄樹
- 脚本 - 穐山茉由
- 音楽 - クリテツ
- チーフプロデューサー - 上田徳浩
- プロデュース - 鈴木健太郎、備前島幹人
- プロデューサー - 龍貴大、西ヶ谷寿一、横山蘭平
- アシスタントプロデューサー - 佐藤修弘、橋本匠子
- ラインプロデューサー - 深津智男
- 協力 - 秋元康
- 撮影 - 阿部一孝
- 照明 - 木村明生
- 美術 - 高草聡太
- 録音 - 池田雅樹
- 編集 - 伊藤潤一
- スタイリスト - MICHIKO
- ヘア&メイク - 小野かおり
- スクリプター - 杉本友美
- MA - 大野誠
- 選曲/音響効果 - 西川良
- 本編集 - 野間実
- カラリスト - 河野文香
- 助監督 - 蔵方政俊
- 制作担当 - 桑原学、梶川信幸